# パナソニック電工
パナソニック電工株式会社（パナソニックでんこう、英: Panasonic Electric Works Co., Ltd.）は、かつて存在した日本の電機メーカーである。大阪府門真市に本社を構え、パナソニックグループの照明機器、電気設備、理美容・健康家電、住宅機器、建材、制御機器、電子材料、福祉機器などを取り扱う総合メーカーであった。
解散後は事業ごとに分割・再編されたものの、中核組織はパナソニックの社内カンパニー『エレクトリックワークス社』（英: Electric Works Company, Panasonic Corporation、旧：エコソリューションズ社→ライフソリューションズ社）となっており、旧電工本社組織を引き継いでいる。

## 概説
1918年に松下電気器具製作所（後の松下電器産業、現在のパナソニックホールディングス）の創業時事業である配線機器事業・電熱機器事業・合成樹脂事業・照明機器事業などを担当する部門として設置された第三事業部（いわゆる社内カンパニー）がルーツ。1935年12月、松下電気器具製作所が松下電器産業株式会社 (Matsushita Electric Industrial Co., Ltd.)に改組され、松下無線、松下乾電池、松下電熱、松下金属、松下電器直売などと共に、9分社のひとつとして「松下電器株式会社」が誕生した。
太平洋戦争中には航空機用プロペラなどを生産し、社名も「松下航空工業」に変更したが、戦後それが原因で軍需企業とみなされ、過度経済力集中排除法やGHQの方針により親会社の松下電器産業も含めた財閥解体の対象とされた。このため事業ごとに分離独立することとなり、松下航空工業は1945年11月に「松下電工株式会社」へと改称した。
1946年には松下電器産業（当時）の出資比率を30 %台まで下げているが、その後も松下電工と松下電器産業とは「兄弟関係」として、テレビ放送の提供番組でも「松下電器・松下電工」と表記されるように、長らく松下グループの中核企業として協力関係を保ちつつも互いに独自色が強く、重複する分野の商品も製造していた。
2004年、松下電器産業による株式公開買付け (TOB) により出資比率が31.8 %から51 %に引き上げられ、関連会社から子会社に戻った。それに伴って、家電営業部門は松下電器産業へ集約され、住宅設備・住宅機器事業は松下電工へ移管されるなど、両社やそのグループとの間で重複する商品群や事業部門は整理・統合された。また、研究開発職や管理職を中心とした人材の相互派遣、購買部門の統合なども行われ、事業や組織の再編による効率化が行われた。連結決算上では、パナホーム（現在のパナソニック ホームズ）とともに住宅・電気設備のセグメントに位置づけられ、名実ともに松下電器産業のグループとして、共通の理念と経営戦略のもとで経営される企業に戻った。
ブランド戦略については、一時期（1987年、ナショ文字・Nマーク使用中止以降）、松下電器産業と区別するため「National 松下電工」、及びブランド使用料が発生しない「NAiS」（ロゴ表記は「NΛiS」）という独自のものを使用していたが、2004年、TOBによって松下電器産業の連結子会社となり、先述の再編（中村改革）が行われたことにより、国内向け一般は「National」、国内向けデバイス、制御機器および海外向け全商品は「Panasonic」に統一された。これにあわせ、海外子会社名も「松下電工 (Matsushita Electric Works)」や「NAiS」となっている部分が「パナソニック電工 (Panasonic Electric Works)」へ改称された。
2008年10月1日より、松下グループはパナソニックグループとなり、グループとして国内のブランドも「National」は廃止し「Panasonic」へ統一した。松下電工もその方針に従い、2009年度内に移行を完了した。会社名についても、同日に親会社の松下電器産業が「パナソニック株式会社」へ変更するのに合わせて、「パナソニック電工株式会社 (Panasonic Electric Works Co., Ltd.)」へ変更した。社名変更に当たっては、建築業界などでの認知が高い「電工」の名称を引き続き残すこととなった。
これを踏まえ、パナソニック電工においても同年7月1日以降に新規発売される商品はパナソニックブランドで発売されている。さらに全国各地のナショナルリビングショウルームやナショナルセンターの看板も全て「パナソニックリビングショウルーム」に変更され、館内も改装された（公式発表:2008年8月21日、翌22日付日経産業新聞3面記事にて報道）。
品番については、他のパナソニックグループ製品と異なり、アルファベットと数字の間にハイフン (-) が入らないのが特徴であったが、ポンプ（2008年3月31日にテラルに売却）やビルトイン型IHクッキングヒーター、エコキュートなど松下電器グループから営業が移管された商品は当初からハイフンが入っており、2008年（平成20年）7月1日以降の製品からはパナソニック電工が製造する製品のうち美容・健康機器などパナソニック ウェルネスマーケティング本部（旧・松下電器産業 ナショナルウェルネスマーケティング本部）が発売する白物家電商品にも順次ハイフンが挿入されている（ただし、住宅用火災警報機などの一部製品は、今までどおりハイフンを挿入しない代わりに、品番の後ろにパナソニックブランドであることを意味する“P”を付けている）。
社章に使用していた「M矢」（菱形の中のMを矢が貫く）は、当初松下電器産業とともに使用していたものだったが、太平洋戦争開戦で「M」が使えなくなったため（敵性語の使用自粛）、一旦廃止。終戦後に、松下電工が復活させた。なお、「M矢」の廃止時、松下電器産業は「三松葉」に変更している。主力製品の一つであるアロー盤やパナソニック電工の子会社の人材派遣業、株式会社アロービジネスメイツの社名などはこの社章に由来している。
その他、戦前の松下電気器具製作所から引き継いだものとして、社歌、綱領、創業事業（配線器具）があった。松下の代表的商品である国民ソケットも当社が引き継ぎ、現在も「1号新国民ソケット」「2号新国民ソケット」「3号国民ソケット」がパナソニック電工で生産されている。なお「パナソニック電工」に社名が変更されてからは、パナソニックグループとして、社章・社歌・イメージソング、そして経営理念がグループ統一のものとなった。
2010年7月28日、パナソニック・パナソニック電工・三洋電機の3社合同でパナソニックグループの抜本的再編を発表した。パナソニックとパナソニック電工は、2004年には子会社化以降可能な範囲で事業再編を行ってきたが、サムスン電子やLGエレクトロニクスといった急成長を続けるアジア系電機メーカーとの競争を勝ち抜くにはまだ不十分で、さらなる再編には完全子会社化が必要と判断した。まずパナソニックが2010年8月23日から10月6日まで友好的TOBを実施し、10月7日に成立。10月14日付で決済が行われ、パナソニックは電工の株式83.93%を取得した。TOBに応募されなかった株式は株式交換によって取得し、電工は翌2011年3月29日に上場廃止となり、同年4月1日はパナソニックの完全子会社となった。続いて2012年1月までにパナソニックグループ全体で「コンシューマ」「デバイス」「ソリューション」の3事業分野を核とする事業再編を実施、電工の強み（配線器具・強力な顧客網等）は主に「ソリューション」事業で活用される見込み。また、完全子会社化に伴い2011年4月からウェブサイトのアドレスがパナソニックのドメインの下に置かれることとなった。
更に2011年8月26日には、2012年には事業再編時にパナソニック電工をパナソニックに吸収合併することが報じられ、同年8月31日に合併契約を締結。これは4月の完全子会社化以降検討されてきたもので、戦前に松下幸之助が提唱した事業部制を経て1935年に「松下電器株式会社」として分社されて以降続いた「2社体制」は終了し、元に戻ることとなった。そして2012年1月1日に、パナソニックに吸収合併され解散し、76年の歴史に幕を閉じた。同時に、パナソニックの社内カンパニーとして「エコソリューションズ社」が設立された。「エコソリューションズ社」は2019年4月1日に「ライフソリューションズ社」に社名変更。その後2021年10月1日には「エレクトリックワークス社」に社名変更し、「Electric Works」という英文ながらも建築業界等で長らく知名度が高かった「電工」の名が復活した。2022年4月1日にはパナソニックグループの持株会社体制（パナソニックホールディングス）移行に伴い、2代目パナソニックの社内カンパニーに移行した。
遠隔地への製品輸送に鉄道コンテナを積極的に利用していることが評価され、2006年9月21日付けで香川松下電工（後のパナソニック電工香川→パナソニック エコソリューションズ内装建材）が社団法人鉄道貨物協会よりエコレールマーク認定を受けた。
2020年からオープンイノベーションに向けた取り組みを実施しており外部アクセラレーターと共同でアクセラレータープログラム(Panasonic Accelerater Program by Electric Works Company)を実施している。
最後の企業スローガンは「Panasonic ideas for life」（2008年10月 - パナソニックグループグローバルスローガン）。過去のスローガンは「A&I 快適を科学します」（1988年1月 - 2000年12月）、「Smart Solutions by NAiS」（2001年1月 - 2004年12月）。

## 歴代社長・会長
| 期間       | 期間       | 社長       |
| ---------- | ---------- | ---------- |
| 1935年12月 | 1939年7月  | 松下幸之助 |
| 1939年7月  | 1947年1月  | 亀山武雄   |
| 1947年1月  | 1977年2月  | 丹羽正治   |
| 1977年2月  | 1982年2月  | 神前善一   |
| 1982年2月  | 1985年3月  | 小林郁     |
| 1985年3月  | 1988年2月  | 藤井貞夫   |
| 1988年2月  | 1994年2月  | 三好俊夫   |
| 1994年2月  | 2000年2月  | 今井清輔   |
| 2000年2月  | 2003年12月 | 西田一成   |
| 2003年12月 | 2010年6月  | 畑中浩一   |
| 2010年6月  | 2011年12月 | 長榮周作   |

### エコソリューションズ社
| 期間      | 期間      | 社長     |
| --------- | --------- | -------- |
| 2012年1月 | 2013年5月 | 長榮周作 |
| 2013年6月 | 2017年3月 | 吉岡民夫 |
| 2017年4月 | 2019年3月 | 北野亮   |

### ライフソリューションズ社
| 期間      | 期間      | 社長     |
| --------- | --------- | -------- |
| 2019年4月 | 2019年6月 | 北野亮   |
| 2019年7月 | 2021年9月 | 道浦正治 |

### エレクトリックワークス社
| 期間          | 期間 | 社長   |
| ------------- | ---- | ------ |
| 2021年10月1日 | -    | 大瀧清 |

## 親会社
- パナソニック株式会社

## 関係会社
吸収合併に伴って、旧パナソニック電工の子会社はそのままパナソニックの子会社となり、さらに、一部の法人は社名変更も行っている（☆印はパナソニック電工の吸収合併に伴って改称した企業）。また、パナソニックが三洋電機を子会社化したことに伴い、三洋電機の一部グループ企業が合流し、パナソニックを冠した商号に変更している。
なお、2022年4月1日のグループ再編に伴って、一部のグループ会社は同日に法人として発足したパナソニック ハウジングソリューションズやパナソニック インダストリーの関係会社へ移行されている。
- 石垣電材株式会社
- かごしま電工株式会社
- 株式会社キューテック
- 興陽電機株式会社
- 五光電機株式会社
- 新和照明株式会社
- 株式会社デンザイ東亜
- 中谷電気株式会社
- パナソニック デバイスSUNX株式会社

旧SUNX株式会社。愛知県春日井市に本社を置くセンサーおよびFA機器製造メーカー。松下電工（後のパナソニック電工）子会社の松下制御機器（後のパナソニックデバイス販売株式会社）と連携し、商品を供給。松下電工の松下電器（現・パナソニックホールディングス）の子会社化以降は、2010年10月1日パナソニック電工から、FA機器事業を譲受し、パナソニック電工SUNX株式会社に商号変更。事業譲受の対価として新株を発行しパナソニック電工に割当交付したことで、パナソニック電工の株式保有比率は69.74%に上昇。ブランドもPanasonicに統一した。その後、パナソニック株式会社による株式交換によって、パナソニックの完全子会社となり、2024年4月1日にパナソニック インダストリー株式会社に対し、子会社株式の保有・管理以外の全ての事業を事業承継した。
- パナソニック アソシエイツ鳥取株式会社（旧：千代三洋工業株式会社、特例子会社）
- ☆パナソニックLSエンジニアリング株式会社（旧：松下電工エンジニアリング株式会社→パナソニック電工エンジニアリング株式会社→パナソニックESエンジニアリング株式会社）

2011年10月付でナショップシステム株式会社を合併。
- パナソニックEWスマートエナジー株式会社（旧：三洋ソーラーエナジーシステム株式会社 → パナソニックESソーラーエナジー販売株式会社 → パナソニックLSスマートエナジー株式会社）
- パナソニック ソーラーシステム製造株式会社（旧：島根三洋電機株式会社、株式会社テクノデバイス → パナソニックESソーラーシステム製造株式会社）
- ☆パナソニックEWネットワークス株式会社（旧：松下ネットワークオペレーションズ株式会社→パナソニック電工ネットワークス株式会社→パナソニックESネットワークス株式会社→パナソニックLSネットワークス株式会社）
- ☆パナソニック ファシリティーズ株式会社（旧：松下電工ビルマネジメント株式会社→パナソニック電工ビルマネジメント株式会社→パナソニックESファシリティマネジメント株式会社→パナソニックLSファシリティマネジメント株式会社）
- ☆パナソニック防災システムズ株式会社（旧：松下電工防災システムズ株式会社→パナソニック電工防災システムズ株式会社→パナソニックES防災システムズ株式会社）
- ☆パナソニック エレクトリックワークス朝日株式会社（旧：朝日松下電工株式会社→パナソニック電工朝日株式会社→パナソニック エコソリューションズ朝日株式会社→パナソニック ライフソリューションズ朝日株式会社）
- パナソニック ソーラーアモルトン株式会社（旧：三洋アモルトン株式会社 → パナソニック エコソリューションズ アモルトン株式会社）
- ☆パナソニックSPT株式会社（旧：松下電工SPT株式会社→パナソニック電工SPT株式会社→パナソニック エコソリューションズSPT株式会社）
  - パナソニックSPT部品株式会社（旧：株式会社エヌピー・エック）
- ☆パナソニック エレクトリックワークス クリエイツ株式会社（旧：松下電工クリエイティブ・ドキュメンツ株式会社→パナソニック電工クリエイツ株式会社→パナソニック エコソリューションズ クリエイツ株式会社→パナソニック ライフソリューションズ クリエイツ株式会社）
- ☆パナソニック エレクトリックワークス総研株式会社（旧：株式会社松下電工総研→パナソニック電工総研株式会社→パナソニック エコソリューションズ総研株式会社→パナソニック ライフソリューションズ総研株式会社）
- ☆パナソニックテクノサービス株式会社（旧：松下電工テクノサービス株式会社→パナソニック電工テクノサービス株式会社→パナソニック エコソリューションズテクノサービス株式会社→パナソニックLSテクノサービス株式会社）
- パナソニック エレクトリックワークス電材三重株式会社（旧：パナソニック エコソリューションズ電材三重株式会社→パナソニック ライフソリューションズ電材三重株式会社）
  - パナソニック エレクトリックワークス紀南電工株式会社（旧：紀南電工株式会社→パナソニック ライフソリューションズ紀南電工株式会社）
- パナソニック スイッチギアシステムズ株式会社

2018年にパナソニック エコソリューションズ電路尾張株式会社（旧：尾張松下電工株式会社→パナソニック電工尾張株式会社）とパナソニック エコソリューションズ電路株式会社（旧：松下電工電路システム株式会社→パナソニック電工電路株式会社）が合併し発足
- パナソニック電材京都株式会社（旧：京都ナショナル電材株式会社）
- パナソニック電材ソリューションズ株式会社

2020年10月にパナソニック電材システム株式会社（旧：首都圏松下電材システム株式会社）、神奈川電材株式会社、首都圏電工株式会社の3社が合併し発足。
- ☆パナソニック ライティングシステムズ株式会社

2013年にパナソニック インテリア照明株式会社（旧：朝日電器株式会社→朝日ナショナル照明株式会社→朝日松下電工株式会社(初代)→松下電工インテリア照明株式会社→パナソニック電工インテリア照明株式会社）、パナソニック施設照明株式会社（旧：明治電機→明治ナショナル工業株式会社→パナソニック電工施設照明株式会社）、パナソニック建装照明株式会社（旧：大谷電機製作所 → 大谷ナショナル電機株式会社 →パナソニック電工建装照明株式会社）の3社が合併し発足
- パナソニック ライティングデバイス 株式会社
  - ☆パナソニック エレクトリックワークス池田電機株式会社（旧：池田電機株式会社→パナソニック エコソリューションズ池田電機株式会社→パナソニック ライフソリューションズ池田電機株式会社）

2012年4月に池田デンソー株式会社を吸収合併
  - パナソニック ライティングデバイス久美浜株式会社
- 福西電機株式会社
  - エフ・テクノ株式会社
- 八州電気工業株式会社

## 関連会社
- 旭電器工業株式会社（旧：旭金属工業株式会社）
- 牛山電工株式会社
- 大阪ナショナル電工株式会社
- JFEロックファイバー株式会社
- 立川電機株式会社
- 中央電工株式会社（旧：大阪ナショナル中央電工株式会社）
- テクノワークス株式会社
- 十勝葉山電器株式会社
- 株式会社ナテックス
- 株式会社西日本防災
- 日本設備工業株式会社
- パナソニック ホームズ株式会社（松下電器産業（現：パナソニック）と共同で設立）
- 株式会社葉山電器製作所
- 阪南電工エンジニアリング株式会社
- 本多通信工業株式会社
- 南四国ナショナル特機販売株式会社
- 株式会社陸上養殖工学研究所
- ワカノ電工株式会社（旧：株式会社ワカノ電気工業所）

## テレビ番組
- 日経スペシャル ガイアの夜明け 今夜も眠れない ～働く人の現代病・睡眠障害と闘う～（2006年3月7日、テレビ東京）[6] - 快眠ビジネス市場に挑む開発現場を取材。

## 過去の提供番組
以前は同社の単独名義で提供番組を持っていたが、パナソニックの完全子会社になったことに伴い、2011年3月限りでスポンサーを降板し、提供名義もパナソニックに統合された。
- 一社提供
  - パナソニック ドラマシアター（TBS系列） - 旧称・ナショナル ゴールデン アワー→ナショナル劇場。パナソニックグループとしての単独提供番組であるが、パナソニック及びパナホーム（現：パナソニック ホームズ）との3社共同提供であった（60秒提供が基本であったが、パナホームとともに30秒提供になることが多かった）。
  - 二人の食卓 〜ありがとうのレシピ〜（テレビ朝日系列） - パナソニックとの2社共同提供であった。
- 複数社提供
  - 土曜大好き!830（関西テレビ制作・フジテレビ系列） - 1987年4月から
  - 金曜ロードショー（日本テレビ系列）
  - 情報プレゼンター とくダネ!（フジテレビ制作）- 毎週火曜9時台前半
  - SMAP×SMAP（関西テレビ・フジテレビ共同制作）- 前半後半提供入れ替え
  - 大改造!!劇的ビフォーアフター（ABC制作・テレビ朝日系列） - 2011年4月よりスポンサーはパナソニックに移行。
  - ナショナルゴールデン劇場（NETテレビ→テレビ朝日系列）- 松下電器（現：パナソニック）と共同提供。
  - ニュースステーション（テレビ朝日系列） - 日替わりスポンサーの1社
  - ニュースシャトル（テレビ朝日系平日19:20スタート時代、隔日）→はなきんデータランド→はなきんデータH - ランキングボードの提供も行なっていた。
  - ダンロップフェニックストーナメント（毎日放送・宮崎放送共同制作・TBS系列） - 2002年から2004年まで
  - よみうりテレビ制作月曜10時枠連続ドラマ
  - スッキリ（日本テレビ）水曜9時台後半

など。

## 関連項目

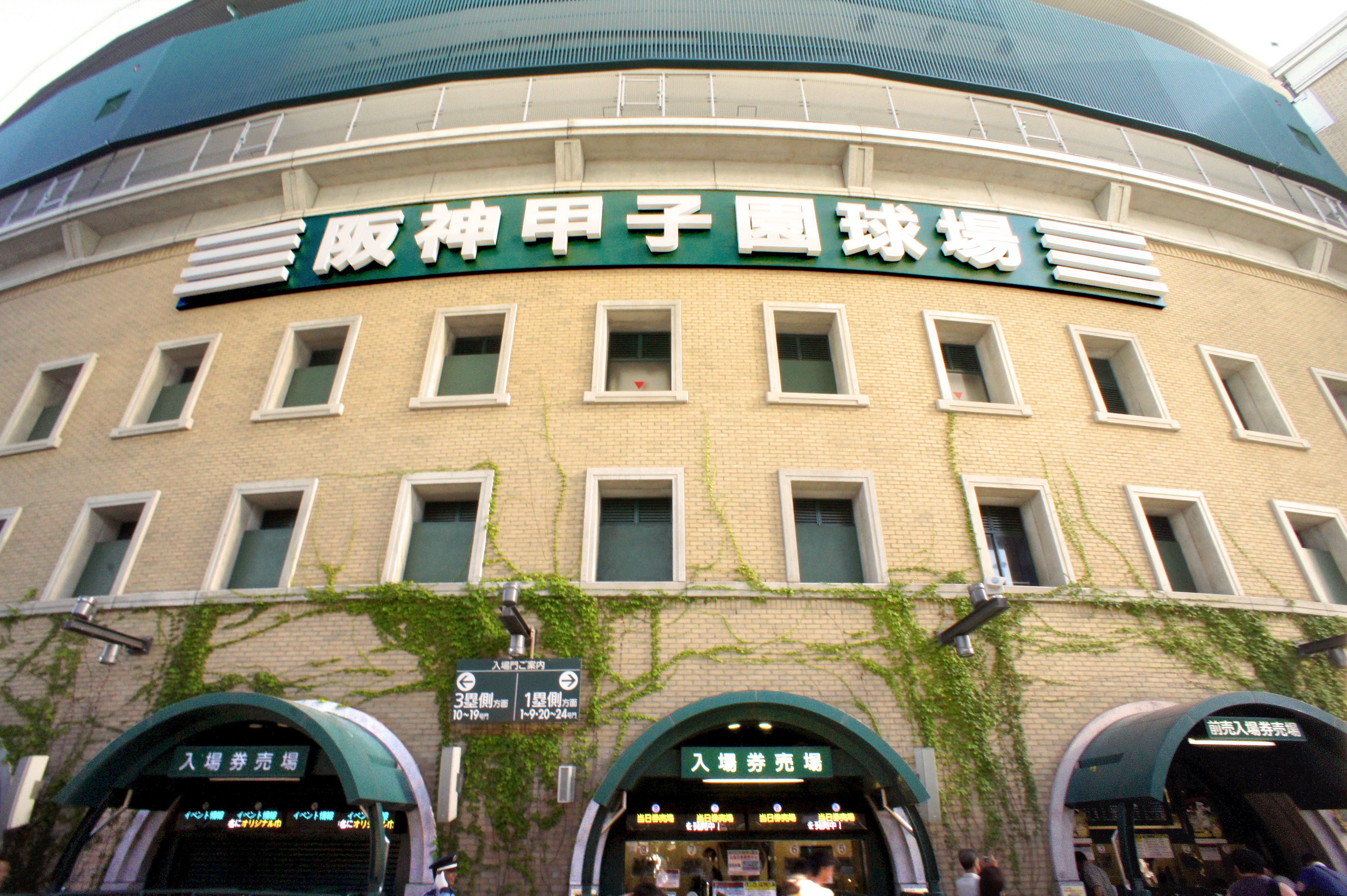
甲子園ボウルの行われる阪神甲子園球場